# Gvanklofin
Gvanklofin je antagonist beta adrenergičkog receptora.